# Virtual Theatre
Virtual Theatre es un motor de juegos de computadora diseñado por Revolution Software para producir juegos de aventuras para plataformas informáticas. El motor permitía a su equipo programar eventos y mover sprites animados sobre un fondo dibujado con elementos en movimiento mediante una interfaz de apuntar y hacer clic (Point and click). En su primer lanzamiento, rivalizó con motores de la competencia como SCUMM de LucasArts y Creative Interpreter de Sierra, debido a su alto nivel de inteligencia artificial. El motor se propuso por primera vez en 1989, mientras que el primer juego que lo utilizó, Lure of the Temptress, salió a la venta en 1992, seguido de Beneath a Steel Sky (1994), Broken Sword: La sombra de los templarios (1996) y Broken Sword II: El espejo humeante (1997).
Permitía a los personajes deambular por el mundo del juego independientemente unos de otros, realizando acciones de la «vida cotidiana», lo que antes no era posible, y todos los personajes y objetos ocupaban espacio; en consecuencia, los personajes no jugadores tenían que esquivar al protagonista del jugador y cualquier otro objeto con el que se cruzaran, y el jugador también tenía que esquivarlos a ellos, con lo que se conseguía un mundo de juego más realista que los motores anteriores eran incapaces de ofrecer, aunque los personajes no jugadores podían bloquear involuntariamente un camino mientras el jugador atravesaba la escena del juego. Los personajes no jugadores realizaban tareas mucho más sencillas en cada versión debido a las limitaciones de tamaño.
Dos juegos (Broken Sword: La sombra de los templarios y Broken Sword II: El espejo humeante) que utilizan una variante del motor Virtual Theatre se pueden jugar ahora en hardware moderno utilizando ScummVM, lo que permite que el motor funcione en plataformas en las que los títulos no se lanzaron oficialmente. En 2012, se confirmó que el motor reviviría como «Virtual Theatre 7» para el quinto Broken Sword, titulado Broken Sword: La maldición de la serpiente (2013).

## Desarrollo
Charles Cecil y Tony Warriner habían trabajado juntos en Artic Computing, una empresa inglesa de desarrollo de videojuegos. En 1990 decidieron crear su propia empresa de desarrollo de videojuegos, junto con David Sykes y Noirin Carmody. Para su primer juego de aventuras, Lure of the Temptress, publicado en 1992 para Amiga, Atari ST y PC, Cecil, Warriner, Sykes y Dan Marchant crearon el concepto del motor de juego titulado «Virtual Theatre», que escribió Warriner.

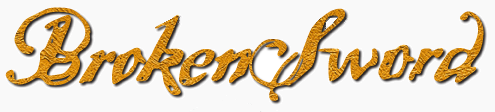
Logo del juego

Para Beneath a Steel Sky, publicado en 1994 para Amiga y PC, Revolution utilizó una versión actualizada de Virtual Theatre, Virtual Theatre 2.0, escrita por Warriner y Sykes. Sin embargo, como el juego era seis veces más grande que Lure of the Temptress, los personajes no jugadores tenían que realizar tareas mucho más sencillas que en su predecesor.Broken Sword: La sombra de los templarios, lanzado en 1996 para PC, Mac y PlayStation, y su secuela, Broken Sword II: El espejo humeante, lanzado en 1997 para PC y PlayStation, también utilizaron versiones modificadas del motor Virtual Theatre. El motor sufrió posteriormente varias actualizaciones. Para Broken Sword: La maldición de la serpiente se desarrolló un motor completamente nuevo (VT7) con el fin de hacer frente a múltiples plataformas y, en particular, a la resolución de pantalla (el sistema se basa en C++ y OpenGL, y un lenguaje de scripting personalizado para implementar el propio juego).

## Características
Tradicionalmente, en los motores de aventuras gráficas, los personajes no jugadores permanecían estáticos a la espera de que el jugador interactuara con ellos para desencadenar un evento. Sin embargo, Virtual Theatre permitía a los personajes no jugadores recorrer el mundo con patrones aparentemente aleatorios, interactuando con su entorno. En el momento de su lanzamiento, el motor rivalizaba con otros de la competencia, como el SCUMM de LucasArts y el Creative Interpreter de Sierra, debido a su alto nivel de inteligencia artificial.
Otra ventaja del motor es que es multiplataforma. También era más rápido en el Amiga que el código C que utilizaban muchos programadores estadounidenses en aquella época. En comparación con los títulos de Sierra, el motor era en este aspecto más sofisticado, razón por la que Revolution hizo la conversión de King's Quest VI al Amiga.
Todos los objetos del juego (incluidos los personajes no jugadores) ocupaban espacio en Virtual Theatre, una característica única para un motor de la época. En consecuencia, los personajes no jugadores tenían que esquivar al protagonista y a cualquier otro objeto con el que se toparan, y el jugador tenía que esquivarlos a ellos. Cuando un personaje no jugador esquivaba al protagonista, emitía un comentario (como «Disculpe, señor»). Como resultado, el motor consiguió un mundo de juego más realista que el que podían ofrecer los motores anteriores, aunque los personajes no jugadores podían bloquear involuntariamente un camino mientras el jugador atravesaba la escena del juego. Esto se remedió con el lanzamiento de Broken Sword: La sombra de los templarios, en el que el protagonista, si encontraba su camino bloqueado por otro personaje, podía simplemente atravesarlo.
Dos juegos (Broken Sword: La sombra de los templarios y Broken Sword II: El espejo humeante) que utilizan un motor variante de Virtual Theatre pueden jugarse ahora en hardware moderno utilizando ScummVM.